# Henning Kröger
Henning Kröger (* vor 1605; † nach 1621) war ein deutscher Orgelbaumeister, der auch unter dem Namen M. Henninck (Meister Henning) im norddeutschen Raum arbeitete. Von seinen Werken ist anscheinend nichts erhalten.
Er stammte aus Wismar und war bei Valentin Christian aus Schwerin Geselle. In dieser Funktion baute er in den Jahren 1605–1608 die Orgel der Pfarrkirche Güstrow, die 44 Register auf drei Manualen und Pedal aufwies. Im Jahr 1611 ist ein Umzug von Güstrow nach Wismar nachweisbar. Hier schuf er Orgeln für die Georgenkirche (1614) und Nikolaikirche (1617–1619), von der der dreiteilige Turmaufbau im Stil der ausgehenden Renaissance erhalten ist. 1620 war Kröger am Bau der Orgel in Grevesmühlen beteiligt und darüber hinaus auch am Bau von Orgeln in Gadebusch (Stadtkirche), Boizenburg/Elbe (Marienkirche) und Ratzeburg. Die Orgel in der Ratzeburger Stadtkirche baute Kröger zusammen mit seinen Gesellen Joachim Lemcke und Johann Gade. Sie verfügte über 19 Register auf zwei Manualen und Pedal und bestand bis zum Neubau der Kirche 1787. 1621–1622 ergänzte er die Totentanzorgel der Lübecker Marienkirche um ein Brustwerk und erweiterte das Pedal. Der Orgelprospekt der Dorfkirche Kirchdorf (Poel) eines unbekannten Meisters aus dem 17. Jahrhundert wird dem Umfeld von Kröger zugeschrieben.